# Eksploracja kosmosu

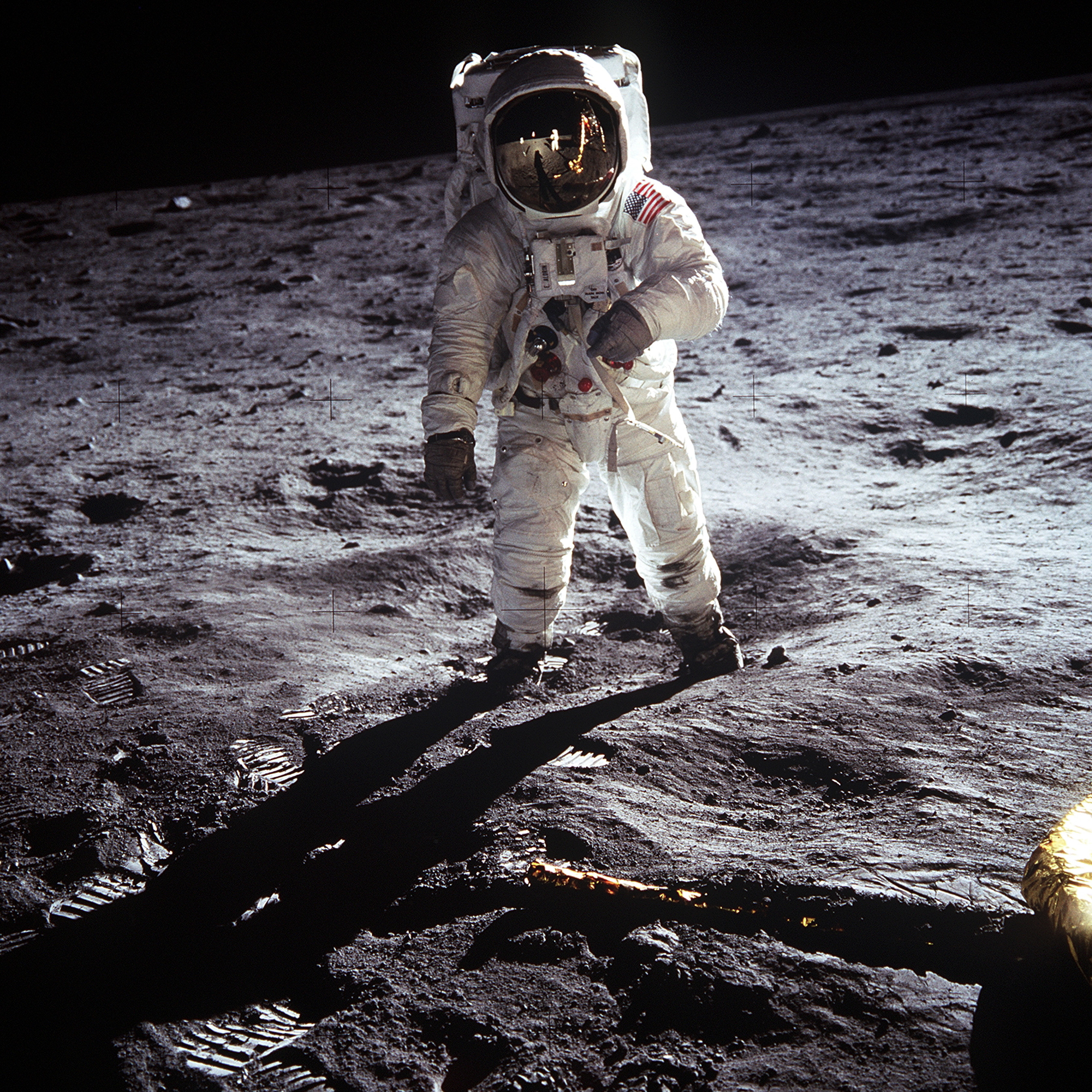
Astronauta Buzz Aldrin na powierzchni Księżyca. Księżyc jest jedynym pozaziemskim obiektem naturalnym, po którym chodziła istota ludzka

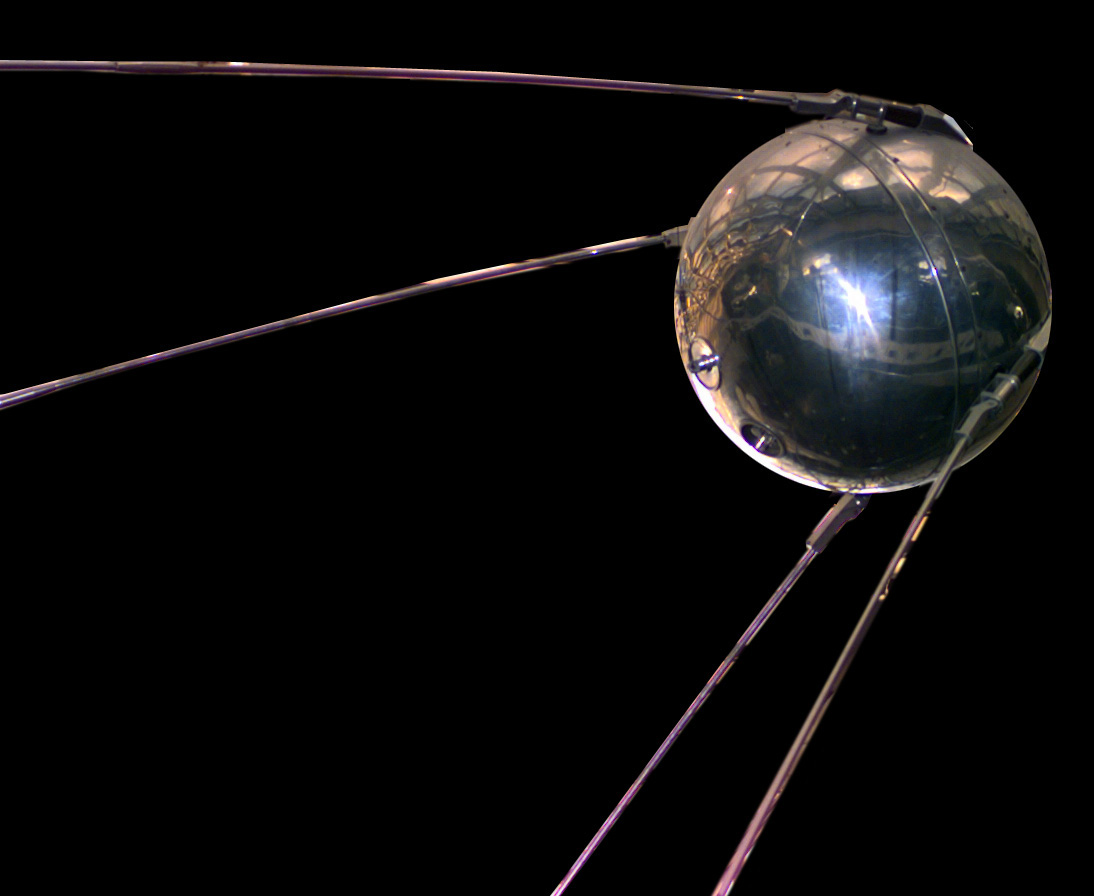
Sputnik 1, pierwszy sztuczny satelita Ziemi

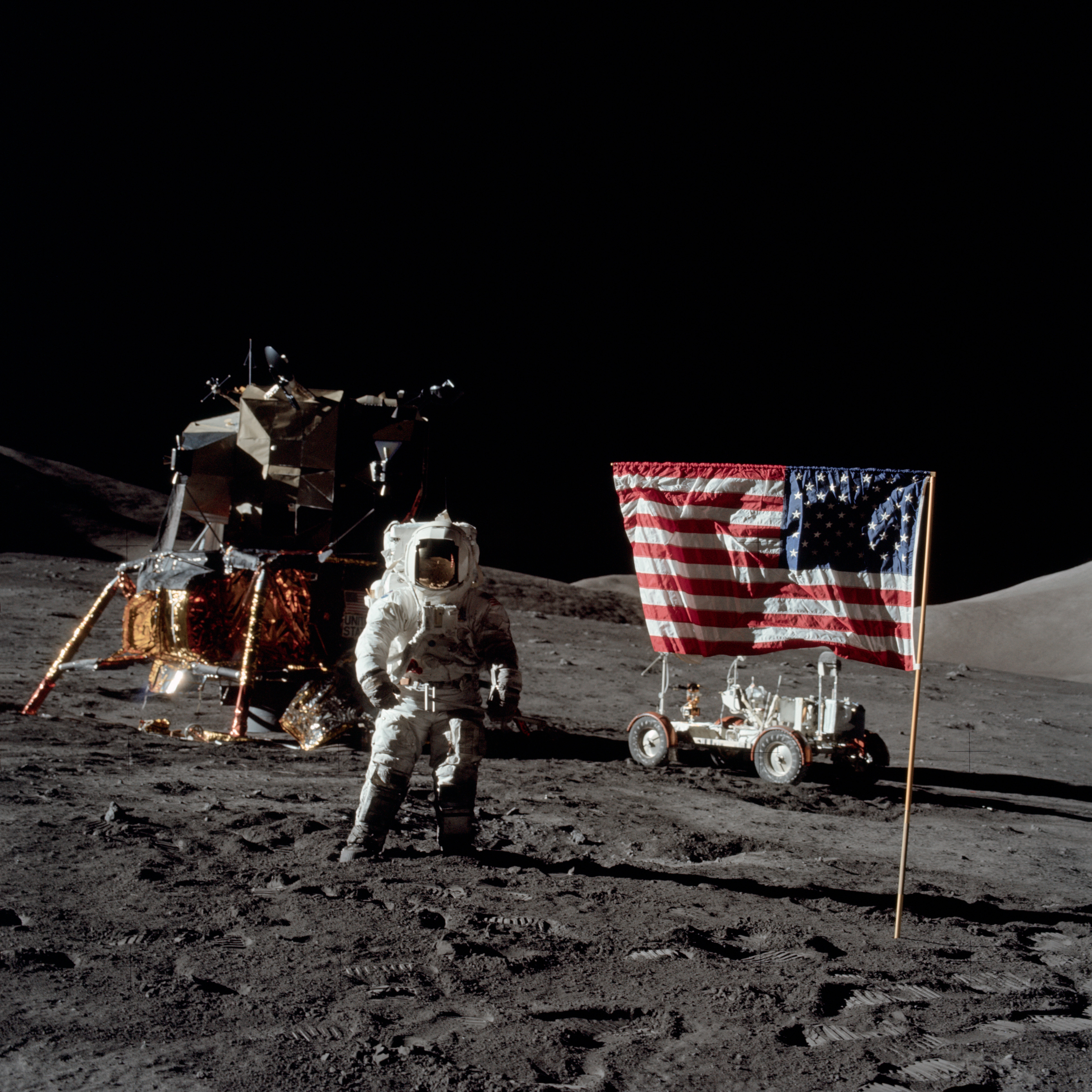
13 grudnia 1972 – Harrison Schmitt na tle modułu księżycowego LM oraz pojazdu LRV.

Eksploracja kosmosu – fizyczna eksploracja przestrzeni kosmicznej, zarówno przez bezzałogowe próbniki, jak i załogowe pojazdy kosmiczne. Rozwój dużych silników rakietowych na paliwo płynne, w pierwszej połowie XX wieku pozwolił na praktyczne spojrzenie na eksplorację kosmosu.
Bieżące przesłanki za eksploracją kosmosu to m.in. postęp naukowy i zapewnienie przetrwania ludzkości. Pojawiły się też ważne pytania polityczne i etyczne dotyczące eksploracji kosmosu, która często była wykorzystywana jako jeden z przejawów rywalizacji geopolitycznej, takiej jak na przykład zimna wojna.
Początki eksploracji kosmosu były napędzane przez wyścig kosmiczny pomiędzy ZSRR a Stanami Zjednoczonymi. Dwa bardzo ważne wydarzenia, umieszczenie na orbicie Ziemi pierwszego obiektu – sztucznego satelity Sputnik 1 4 października 1957, i lądowanie pierwszego człowieka na Księżycu 20 lipca 1969 w amerykańskiej misji Apollo 11, są często określane jako granice tego pierwszego okresu. Wiele ważnych celów zostało osiągniętych przez Związek Radziecki jako pierwszy, jak umieszczanie pierwszego człowieka w kosmosie – Jurija Gagarina na pokładzie pojazdu Wostok 1 w 1961 roku, czy pierwszy spacer kosmiczny, dokonany w roku 1965 przez Aleksieja Leonowa. W roku 1971 Rosjanie wystrzelili na orbitę pierwszą stację kosmiczną, Salut 1.
Po pierwszych 20 latach eksploracji, ciężar badań został przeniesiony z jednorazowych lotów na osprzęt wielokrotnego użytku, czego przejawem jest amerykański program lotów wahadłowców. Konkurencja zmieniła się we współpracę, co widać na przykładzie Międzynarodowej Stacji Kosmicznej. Od początku lat 90. XX wieku osoby prywatne zaczęły interesować się turystyką kosmiczną. Duże rządowe agencje badań kosmosu zaczęły ponownie pracować nad załogowymi misjami na Księżyc i być może na planetę Mars po roku 2030.

## Pierwszy lot kosmiczny
Pierwszym lotem kosmicznym (suborbitalnym) był lot niemieckiej rakiety MW 18014 (rakieta typu A4), która osiągnęła wysokość 176 km, wystrzelona z Peenemünde 20 czerwca 1944 roku.

## Pierwsze loty orbitalne
Pierwszym obiektem, który został pomyślnie umieszczony na orbicie Ziemi, był radziecki satelita Sputnik 1. Satelita ten wyniesiony został 4 października 1957 roku. Miał masę około 83 kg i prawdopodobnie poruszał się po orbicie Ziemi na wysokości około 250 km. Posiadał dwa nadajniki radiowe, pracujące na częstotliwościach 20 i 40 MHz, które emitowały impulsy, odbierane przez wszystkie radia na powierzchni planety. Analiza sygnałów radiowych została użyta do oceny gęstości elektronów w jonosferze, a temperatura i ciśnienie były przekazywane bezpośrednio poprzez długość impulsów. Sputnik 1 został umieszczony na orbicie za pomocą rakiety R-7. Satelita spalił się w atmosferze 3 stycznia 1958.
Sukces Rosjan spowodował przyspieszenie amerykańskiego programu kosmicznego, który bez powodzenia próbował wystrzelić satelitę Vanguard 1 na orbitę dwa miesiące później. 31 stycznia 1958 Amerykanie pomyślnie wystrzelili próbnik Explorer 1 za pomocą rakiety Juno. Wcześniej muszki owocowe zostały pierwszymi zwierzętami w kosmosie.

## Pierwszy człowiek w kosmosie
Pierwszym załogowym lotem kosmicznym była misja Wostok 1, w czasie której 27-letni kosmonauta Jurij Gagarin 12 kwietnia 1961 r. dokonał jednego kompletnego okrążenia Ziemi w czasie ok. 1 godziny 48 minut. Obecnie rocznica pierwszego załogowego lotu w kosmos jest obchodzona jako Dzień Kosmonautyki, a także Noc Jurija.
Lot Gagarina odbił się na całym świecie szerokim echem nie tylko ze względu na pokaz przewagi radzieckiego programu kosmicznego nad amerykańskim, ale także ze względu na oczywisty początek nowej ery – ery załogowych lotów kosmicznych.
Pierwszy Amerykanin w kosmosie, Alan Shepard odbył lot w miesiąc po locie Gagarina w ramach programu Mercury. Jednakże pierwsze wejście na orbitę odbyło się dopiero prawie rok później – pierwszym obywatelem USA, który obleciał Ziemię w przestrzeni kosmicznej, był John Glenn. Chiny pierwszego astronautę umieściły w kosmosie dopiero 42 lata później. Na pokładzie pojazdu Shenzhou 5 poleciał pułkownik Yang Liwei.

## Kluczowe postacie wczesnej eksploracji kosmosu
Marzenia o dostaniu się do zewnętrznych granic ziemskiej atmosfery zbliżyły się do praktycznej realizacji poprzez technikę rakietową. Niemiecka rakieta V2 była pierwszym sztucznym obiektem, który znalazł się w kosmosie, pokonując problemy z ciągiem i materiałami. W czasie ostatnich dni II wojny światowej technologia ta została pozyskana przez Amerykanów i Rosjan, wraz z jej projektantami. Początkowo dalszy rozwój techniki rakietowej był podyktowany pracami nad międzykontynentalnymi rakietami balistycznymi (ICBM – Inter-Continental Ballistic Missle), które mogłyby być nośnikami broni atomowej. Jednakże kiedy ZSRR wysłało pierwszego człowieka w kosmos, Stany Zjednoczone ogłosiły „wyścig kosmiczny” z Rosją.
- Konstantin Ciołkowski, Robert Goddard, Hermann Oberth i Reinhold Tilling stworzyli zręby technologii rakietowej na początku XX wieku.
- Wernher von Braun był głównym inżynierem nazistowskich Niemiec w zakresie prac nad rakietą V2. W ostatnich dniach wojny poprowadził konwój pracowników niemieckiego programu rakietowego do linii amerykańskich, gdzie się poddali i zostali przetransportowani do USA, gdzie pracowali nad rozwojem rakiet amerykańskich (stało się to w ramach operacji Spinacz, gdyż jako naziści nie mogli oficjalnie otrzymać azylu w Ameryce). Von Braun otrzymał amerykańskie obywatelstwo i poprowadził zespół, który stworzył i pomyślnie wystrzelił Explorera 1, pierwszego amerykańskiego satelitę. Później von Braun kierował Centrum Lotów Kosmicznych im. Marshalla, gdzie wraz z zespołem opracował rakietę Saturn V, która wyniosła pojazdy załogowe na Księżyc.
- Początkowo, w wyścigu w kosmos wygrywał Siergiej Korolow, do którego osiągnięć należy rakieta R-7 i program Sojuz, który jest aktywny po dziś dzień. Korolow stał za pierwszym satelitą, pierwszym mężczyzną, pierwszą kobietą na orbicie, a także za pierwszym spacerem kosmicznym. Do chwili śmierci, jego tożsamość pozostawała ściśle strzeżoną tajemnicą. Nawet jego matka nie wiedziała, że jest on odpowiedzialny za stworzenie radzieckiego programu kosmicznego.

Inne kluczowe postaci to:
- Walentin Głuszko był głównym projektantem silników w ZSRR. Głuszko zaprojektował wiele silników używanych w radzieckich rakietach, ale stale pozostawał w konflikcie z Korolowem.
- Wasilij Miszyn, główny projektant podlegający bezpośrednio Korolowowi. Był prawdopodobnie pierwszym Rosjaninem, który przyjrzał się projektowi przechwyconej rakiety V2. Po śmierci Korolowa, Miszyna obarczono odpowiedzialnością za niepowodzenie Rosjan w osiągnięciu wielkiego propagandowego sukcesu, jakim byłoby umieszczenie pierwszego człowieka na Księżycu.
- Bob Gilruth prowadził Kosmiczną Grupę Zadaniową, a także był dyrektorem 25 załogowych lotów kosmicznych. To Gilruth zasugerował Kennedy’emu, żeby to Amerykanie podjęli śmiałe wyzwanie w osiągnięciu Księżyca, co miało przywrócić pozycję lidera w wyścigu kosmicznym.
- Christopher C. Kraft Jr. był pierwszym dyrektorem lotu NASA. Kraft nadzorował rozwój Kontroli Misji, a także związanych z nim technologii i procedur.

## Kalendarium
| Data                 | Wydarzenie |
| -------------------- | --- |
| 4 października 1957  | lot Sputnika 1, pierwszego sztucznego satelity Ziemi |
| 3 listopada 1957     | lot Sputnika 2 z psem Łajką na pokładzie, pierwszym żywym stworzeniem posłanym w kosmos                                                                             |
| 31 stycznia 1958     | start Explorera 1, pierwszego amerykańskiego satelity |
| 2 stycznia 1959      | Łuna 1, pierwszy przelot wokół Księżyca. Odkrycie wiatru słonecznego                                                                                                |
| 12 września 1959     | Łuna 2, pierwsza sonda, która spadła na Księżyc |
| 10 października 1959 | radziecka sonda Łuna 3 przesyła pierwsze zdjęcie odwrotnej strony Księżyca                                                                                          |
| 12 lutego 1961       | Pierwszy przelot obok Wenus, Rosja. |
| 12 kwietnia 1961     | Wostok 1, radziecki kosmonauta Jurij Gagarin pierwszym człowiekiem w kosmosie                                                                                       |
| 5 maja 1961          | Alan Shepard pierwszym Amerykaninem, który poleciał w kosmos |
| 20 lutego 1962       | John Glenn jako pierwszy Amerykanin odbył lot orbitalny wokół Ziemi                                                                                                 |
| 10 lipca 1962        | Telstar 1, pierwszy satelita komunikacyjny, zostaje wyniesiony na orbitę                                                                                            |
| 16 czerwca 1963      | radziecka kosmonautka Walentyna Tierieszkowa pierwszą kobietą, która poleciała w kosmos                                                                             |
| 28 lipca 1964        | Zderzenie z Księżycem amerykańskiego lądownika Ranger 7. Przesłanie na Ziemię szczegółowych zdjęć powierzchni Księżyca wykonanych podczas spadania                  |
| 28 listopada 1964    | Mariner 4, pierwszy przelot oboka Marsa - przesłanie 22 zdjęć ukazujących poznaczoną kraterami powierzchnię planety                                                 |
| 18 marca 1965        | radziecki kosmonauta Aleksjej Leonow jako pierwszy wykonuje kosmiczny spacer                                                                                        |
| 15 lipca 1965        | amerykańska sonda Mariner 4 przelatuje w pobliżu Marsa |
| 16 listopada 1965    | Wenera 3, pierwszy obiekt wystrzelony z Ziemi, który dotarł na inną planetę. Twarde lądowanie na Wenus                                                              |
| 3 lutego 1966        | pierwsza udana próba lądowania – radziecka sonda Łuna 9 ląduje na Księżycu                                                                                          |
| 30 kwietnia 1966     | Surveyor 1, pierwsze miękkie lądowanie amerykańskiej sondy na Księżycu                                                                                              |
| 27 stycznia 1967     | trzej amerykańscy astronauci giną w pożarze statku Apollo 1 podczas prób na platformie startowej                                                                    |
| 24 kwietnia 1967     | pierwszy śmiertelny wypadek w kosmosie – radziecki kosmonauta Władimir Komarow ginie podczas powrotu statku kosmicznego na Ziemię                                   |
| 18 października 1967 | radziecka sonda Wenera 4 ląduje na Wenus |
| 24 grudnia 1968      | Apollo 8 wykonuje pierwszy załogowy lot wokół Księżyca |
| 20 lipca 1969        | amerykański astronauta Neil Armstrong jako pierwszy człowiek staje na Księżycu                                                                                      |
| 17 sierpnia 1970     | Wenera 7, pierwsze udane lądowanie na innej planecie (Wenus) |
| 12 września 1970     | Łuna 16, pierwsza misja bezzałogowa, podczas której przywieziono na Ziemię próbki księżycowego pyłu                                                                 |
| 17 listopada 1970    | po raz pierwszy do badania Księżyca został wykorzystany samobieżny pojazd – radziecki Łunochod 1                                                                    |
| 19 kwietnia 1971     | start pierwszej stacji kosmicznej, radzieckiej stacji Salut 1 |
| 30 maja 1971         | Mariner 9, pierwsza sonda umieszczona na orbicie innej planety - przekazująca szczegółowe zdjęcia powierzchni Marsa                                                 |
| 29 czerwca 1971      | trzej radzieccy kosmonauci giną podczas powrotu statku Sojuz 11 na Ziemię                                                                                           |
| 19 grudnia 1972      | wodowanie statku Apollo 17, ostatniego statku załogowego, który poleciał na Księżyc                                                                                 |
| 26 maja 1973         | Skylab – pierwsza amerykańska stacja kosmiczna - załoga przebywała tam przez 171 dni                                                                                |
| 5 grudnia 1973       | amerykańska sonda Pioneer 10 po raz pierwszy przelatuje w pobliżu Jowisza                                                                                           |
| 29 marca 1974        | amerykańska sonda Mariner 10 po raz pierwszy przelatuje w pobliżu Merkurego                                                                                         |
| 17 lipca 1975        | pierwsze połączenie w kosmosie statku amerykańskiego z radzieckim (Apollo-Sojuz); członkowie załogi wymieniają uściski dłoni                                        |
| 20 lipca 1976        | pierwsze udane lądowanie na Marsie - ląduje amerykańska sonda Viking 1                                                                                              |
| 1 września 1979      | amerykańska sonda Pioneer 11 po raz pierwszy przelatuje w pobliżu Saturna                                                                                           |
| 12 kwietnia 1981     | start pierwszego amerykańskiego promu kosmicznego Columbia |
| 24 stycznia 1986     | amerykańska sonda Voyager 2 po raz pierwszy przelatuje w pobliżu Urana                                                                                              |
| 28 stycznia 1986     | amerykański prom kosmiczny Challenger eksploduje wkrótce po starcie. Ginie siedmioro członków załogi                                                                |
| 20 lutego 1986       | początek budowy w kosmosie radzieckiej stacji Mir |
| 14 marca 1986        | europejska sonda Giotto przelatuje w pobliżu komety Halleya |
| 4 maja 1989          | Magellan – wykonanie pierwszych szczegółowych map powierzchni innej planety (Wenus) przy użyciu radaru. Uwzględniono na nich obiekty o średnicy zaledwie 400 metrów |
| 25 sierpnia 1989     | amerykańska sonda Voyager 2 po raz pierwszy przelatuje w pobliżu Neptuna                                                                                            |
| 24 kwietnia 1990     | prom kosmiczny Discovery wynosi na orbitę kosmiczny teleskop Hubble’a                                                                                               |
| 22 marca 1995        | radziecki kosmonauta Walery Poliakow wraca na Ziemię po rekordowo długim, trwającym 438 dni pobycie w kosmosie                                                      |
| 4 grudnia 1996       | Mars Pathfinder – pierwsze amerykańskie badanie powierzchni innej planety z wykorzystaniem robota                                                                   |
| 29 października 1998 | amerykański astronauta John Glenn najstarszym człowiekiem w kosmosie; Glenn poleciał ponownie w kosmos mając 77 lat                                                 |
| 20 listopada 1998    | początek budowy na orbicie Międzynarodowej Stacji Kosmicznej (ISS)                                                                                                  |

## Krytyka
Wykonywanie pewnych zadań przez ludzi jest znacznie droższe, niż gdyby te same zadania były wykonywane przez roboty czy maszyny. Ludzie potrzebują dużych pojazdów kosmicznych, które są w stanie zapewnić podtrzymanie życia w surowych warunkach przestrzeni kosmicznej. Do wymogów stawianych przed takimi pojazdami należy zapewnienie hermetyczności i stabilności temperatury, wytwarzanie zdatnego do oddychania powietrza, odpowiednie zapasy jedzenia i picia, odprowadzanie nieczystości, systemy komunikacji głosowej, bezpieczeństwa (jak na przykład urządzenia do ewakuacji załogi), urządzenia medyczne itp. Istnieje także kwestia bezpieczeństwa pojazdu w ogólności. Utrata robota to tylko stracone pieniądze, natomiast w przypadku utraty załogi ludzkiej katastrofa rozpatrywana jest już w zupełnie innych kategoriach. Biorąc pod uwagę powyższe, bezpieczeństwo misji bezzałogowych nie podlega tak wielkim naciskom. Wszystkie dodatkowe koszty są porównywane z zaletami posiadania ludzi na pokładzie statku kosmicznego. Niektórzy krytycy uważają, że kilka przykładów zadań, gdzie ludzka interwencja jest niezbędna, nie równoważy gigantycznych kosztów wysyłania ludzi w kosmos.

XXI-wieczni orędownicy podróży kosmicznej kontynuują snucie marzeń o skrzydlatych pojazdach kosmicznych, obracających się stacjach orbitalnych, bazach księżycowych i koloniach na Marsie. Niektóre z tych wizji spełnią się. Jednakże w znacznym stopniu te motywujące wizje stoją na fundamentach z piasku... Eksploracja kosmosu nie jest XXI-wiecznym odpowiednikiem szlaku oregońskiego, a już na pewno nie jego romantycznej wizji, która obecna jest w świadomości współczesnych ludzi.
Roger D. Launius & Howard E. McCurdy, Imagining Space

Inni krytycy, tacy jak fizyk, laureat nagrody Nobla, Richard Feynman, głoszą, że w kwestii technik podróży kosmicznej nigdy nie osiągnięto przełomu. Oponenci tej opinii odpowiadają, że oprócz dużej ilości danych planetarnych, nieosiągalnych w inny sposób, rozwinięto bardzo dużo technologii pobocznych, takich jak komputer, laser itp.
Niektórzy krytycy twierdzą, że ze względu na gigantyczne odległości w przestrzeni kosmicznej, człowiek nigdy nie będzie w stanie osiągnąć więcej niż orbita Ziemi, lub – w najlepszym przypadku – odwiedziny naszych najbliższych sąsiadów w Układzie Słonecznym, a i to – pomijając jakiekolwiek postępy w obecnie czysto teoretycznych rozważaniach nad podróżami z prędkością nadświetlną – pochłonie olbrzymie ilości zasobów i będzie wymagało bardzo złożonego pojazdu, który i tak pomieści tylko niewielką grupkę ludzi. Osoby wspierające ideę podróży kosmicznych głoszą, że problemy te są nieistotne, ponieważ prawdziwa wartość podróży w kosmos tkwi w zapewnianiu idei, na której mógłby się skupiać prestiż narodu i patriotyzm. Sugerują oni, że właśnie z tego powodu administracja Billa Clintona blisko współpracowała z Rosją w kwestii Międzynarodowej Stacji Kosmicznej – Rosja dostała coś, z czego może być dumna, a przez to uzyskała czynnik stabilizujący w sytuacji niepokojów wewnętrznych. Z tego punktu widzenia, ISS jest stratą pieniędzy, na którą można sobie pozwolić, widząc w tym inne cele.
Niektórzy ludzie mają także obiekcje natury moralnej patrząc na olbrzymie koszty programów kosmicznych. Mówią, że tylko ułamek kwoty, na jaką opiewają budżety misji kosmicznych, miałby olbrzymi wpływ, gdyby przeznaczyć ją na walkę z chorobami i głodem na świecie. Jednakże w porównaniu z innymi kosztownymi przedsięwzięciami, takimi jak akcje zbrojne, eksploracja kosmosu otrzymuje bardzo niewielki procent ogólnych wydatków budżetów państw prowadzących programy kosmiczne (w przypadku USA – prawie zawsze poniżej 0,5%).
Ogólnie opinia publiczna popiera eksplorację kosmosu – zarówno załogową, jak i bezzałogową. Według ankiety, przeprowadzonej w lipcu 2003 roku, 71% obywateli USA zgodziło się ze stwierdzeniem, że program kosmiczny jest „dobrą inwestycją”, w porównaniu do 21% obywateli, którzy się sprzeciwili .
Niektóre osoby popierające eksplorację kosmosu, takie jak Robert Zubrin, skrytykowały pomysły orbitalnego montażu pojazdu kosmicznego, skłaniając się ku bezpośredniemu podejściu do załogowej eksploracji, które reprezentuje na przykład program Mars Direct.

## Kolonizacja kosmosu
Kolonizacja kosmosu, zwana czasem osiedlaniem się w kosmosie i humanizacją kosmosu, jest stałym i autonomicznym (samowystarczalnym) przebywaniem w miejscach poza Ziemią, zwłaszcza na naturalnych satelitach lub planetach (Księżyc, Mars itp.).

## Agencje kosmiczne
Pomimo że jak do tej pory tylko Stany Zjednoczone, ZSRR/Rosja i Chiny umieszczały ludzi w kosmosie w ramach swoich programów kosmicznych, wiele innych krajów posiada własne agencje zajmujące się lotami w kosmos. Agencje te projektują i wystrzeliwują satelity, przeprowadzają badania naukowe i koordynują dobór astronautów. W Europie Europejska Agencja Kosmiczna jest instytucją, która skupia wiele krajów. Niektóre kraje, takie jak Indie, Japonia i Francja, umieściły na orbicie własne satelity.

### Misje bezzałogowe
- chronologia eksploracji Układu Słonecznego
- program Pioneer
- program Łuna
- program Zond
- program Wenera
- program Mars
- program Ranger
- program Mariner
- program Surveyor
- program Viking
- program Voyager
- program Wega
- program Fobos
- program Discovery
- program Chang’e

### Człowiek w kosmosie
- Lista załogowych lotów kosmicznych
- Lista załogowych lotów kosmicznych według programów
- program Wostok
- program Mercury
- program Woschod
- program Gemini
- program Sojuz
- program Apollo
- program Salut
- Skylab
- program lotów wahadłowców
- Interkosmos
  - Mir
- Międzynarodowa Stacja Kosmiczna
- program Shenzhou
- Wizja Eksploracji Kosmosu
- Tier One
- Kolonizacja kosmosu

### Najnowsze i przyszłe projekty
- Crew Exploration Vehicle
- Badania Marsa
- Turystyka kosmiczna
- Kolonizacja kosmosu
- Lot międzygwiezdny

### Listy chronologiczne
- chronologia eksploracji Układu Słonecznego
- chronologia wyścigu kosmicznego
- lista załogowych lotów kosmicznych
- rekordy lotów kosmicznych

### Inne
- astropolityka
- lot kosmiczny
- ponowne wejście w atmosferę
- przemysł kosmiczny
- stacja kosmiczna